# Кононов, Игорь Александрович
И́горь Александрович Ко́нонов (род. 26 апреля 1987, Стерлитамак) — российский гонщик, выступающий в спидвее и мотогонках на льду. Мастер спорта России международного класса. Чемпион России и мира в командном зачёте по мотогонкам на льду, дважды вице-чемпион мира в личном зачёте.

## Биография
Вырос в спортивной семье — отец занимался мотокроссом. С 16 лет стал заниматься мотогонками, в 2003 г. дебютировал в юношеских соревнованиях по спидвею, выиграв бронзу юношеского чемпионата России в личном и командном зачётах. С 2004 г. занимается мотогонками на льду в составе стерлитамакской команды «Каустик».
В чемпионате России по спидвею выступал в башкирских клубах «Салават» и «Лукойл» (позже СТК Октябрьский). Дебют в КЧР — 15 мая 2005 г., гонка «Салават» — «Восток», первый заезд: 11. Корнев, Столяров, Древятников, Кононов — И. В 2006 г. стал вице-чемпионом страны в составе «Лукойла». Наивысший результат в личном чемпионате — 10 место в 2012 г.
Выступал также в польской, украинской и чешской лигах.
Основным успехов добился в мотогонках на льду, где трижды выигрывал юниорское личное (2006—2008) первенство и дважды — юниорское командное (2007—2008). В составе взрослой команды «Каустика» выиграл серебро (2006) и бронзу чемпионата России (2008, 2010—2012), стал обладателем Кубка России-2009.
Неоднократно участвовал в серии Гран-При: в 2010 и 2014-2016 гг. оставался четвёртым, а в 2011 г. и в 2017 г. завоевывал серебряные медали чемпионата мира. В 2012 г. лишь квота на количество россиян в финалах ЛЧМ не позволила спортсмену участвовать в серии Гран-При.
25 апреля 2014 г. был дисквалифицирован сроком на 1 год за «нарушение гражданской и спортивной этики» и ввиду «фактов причинения материального ущерба клубу „Каустик“», однако в конце мая дисквалификация была снята. В КЧР-2014 провел всего одну гонку за СК «Салават».
Перед сезоном 2014/15 перешёл в ледовую «Мега-Ладу», с которой в 2016 году впервые стал победителем командного чемпионата России. В 2017 году впервые стал призёром личного чемпионата России (2 место) и чемпионом мира в командном зачёте, а также спустя 6 лет снова завоевал серебро чемпионата мира.
В 2018 году стал победителем Кубка России и Чемпионата Европы.
16 декабря 2018 года попал в ДТП под Златоустом Челябинской области, возвращаясь домой с гонки из Каменск-Уральского. Погиб отец Игоря - Александр Михайлович Кононов.
В 2021 году выиграл личный чемпионат России.

## Спидвей

### Среднезаездный результат
| Год          | 2005          | 2006         | 2007         | 2008          | 2009               | 2010               | 2011               | 2012              | 2013 | 2014          | 2015-2017 | 2018              | 2019           | 2020            |
| ------------ | ------------- | ------------ | ------------ | ------------- | ------------------ | ------------------ | ------------------ | ----------------- | ---- | ------------- | --------- | ----------------- | -------------- | --------------- |
| Флаг России  | 1,139 Салават | 1,741 Лукойл | 1,604 Лукойл | 1,553 Салават | -                  | 1,417 Салават      | 1,308 Октябрьский  | 1,276 Октябрьский | -    | 1,200 Салават | -         | 1,447 Октябрьский | 0,913 Башкирия | 1,302 Мега-Лада |
| (I)          | -             | -            | -            | 0,545 Острув  | -                  | -                  | -                  | -                 | -    | -             | -         | -                 | -              | -               |
| (II)         | -             | -            | -            | -             | 1,625 Колеяж Ополе | 1,484 Колеяж Ополе | 0,333 Колеяж Ополе | -                 | -    | -             | -         | -                 | -              | -               |
| Флаг Украины | -             | -            | -            | -             | 1,000 СКА          | -                  | -                  | -                 | -    | -             | -         | -                 | -              | -               |
| Флаг Чехии   | -             | -            | -            | -             | -                  | 1,500 Олимп        | -                  | -                 | -    | -             | -         | -                 | -              | -               |

| - Чемпионат России по спидвею среди юношей в командном зачёте — 3 место (2003) в личном зачёте — 3 место (2003) - Чемпионат России по спидвею среди юниоров: в командном зачёте — 3 место (2004), 1 место (2006) в парном зачёте — 1 место (2006), 2 место (2007, 2008) - Чемпионат России по спидвею в командном зачёте — 2 место (2006, 2020) | Достижения на международных соревнованиях Юниорские соревнования ЛЧЕЮ — 8 место в ½ финала (2006) ЛЧМЮ — 11 место в ¼ финала (2007), 11 место (2008) КЧМЮ — 4 место в ½ финала (2008) Взрослые соревнования ЛЧЕ — 12 место в ½ финала (2012) |  |

## Мотогонки на льду

### Мировая серия Гран-При
| Сезон | 1              | 2              | 3               | 4               | 5           | 6           | 7          | 8         | 9           | 10          | Место | Очки |
| ----- | -------------- | -------------- | --------------- | --------------- | ----------- | ----------- | ---------- | --------- | ----------- | ----------- | ----- | ---- |
| 2010  | Тольятти 12    | Тольятти 18    | Саранск 20      | Саранск 16      | Инсбрук 13  | Ассен 18    | Ассен 18   | Берлин 14 | Берлин 18   |             | 4     | 147  |
| 2011  | Красногорск 20 | Красногорск 20 | Тольятти 16     | Тольятти 18     | Ассен 25    | Ассен 14    | Инцель 20  | Инцель 20 |             |             | 2     | 153  |
| 2014  | Красногорск 13 | Красногорск 12 | Благовещенск 13 | Благовещенск 19 | Ассен 15    | Ассен 12    | Инцелль 12 | Инцель 11 |             |             | 4     | 107  |
| 2015  | Красногорск 15 | Красногорск 12 | Тольятти 20     | Тольятти 21     | Алма-Ата 15 | Алма-Ата 8  | Ассен 14   | Ассен 15  | Инцелль 16  | Инцелль 14  | 4     | 150  |
| 2016  | Красногорск 12 | Красногорск 16 | Алма-Ата 19     | Алма-Ата 18     | Берлин 15   | Берлин 18   | Ассен 11   | Ассен 12  | Инцелль 21  | Инцелль 16  | 4     | 158  |
| 2017  | Тольятти 15    | Тольятти 13    | Шадринск 20     | Шадринск 19     | Алма-Ата 15 | Алма-Ата 21 | Берлин 18  | Берлин 17 | Херенвен 19 | Херенвен 13 | 2     | 170  |
| 2018  | Астана -       | Астана -       | Тольятти 10     | Тольятти 12     | Берлин -    | Берлин -    | Инцелль -  | Инцелль - | Херенвен -  | Херенвен -  | 16    | 22   |
| 2020  | Алма-Ата 14    | Алма-Ата 14    | Тольятти 12     | Тольятти 16     | Шадринск 10 | Шадринск 20 |            |           |             |             | 4     | 86   |

| - Чемпионат России по мотогонкам на льду среди юниоров: в личном зачёте — 1 место (2006, 2007, 2008) в командном зачёте — 1 место (2007, 2008) - Чемпионат России по мотогонкам на льду: в личном зачёте — 1 место (2021), 2 место (2017, 2020) в командном зачёте — 1 место (2016, 2019), 2 место (2006, 2015, 2017, 2018, 2020), 3 место (2008, 2010, 2011, 2012) - Кубок России — 1 место (2009, 2018, 2019) | КЧМ — 1 место (2017, 2020) ЛЧМ — 2 место (2011, 2017, 2021), 4 место (2010, 2014, 2015, 2016, 2020), 4 место в квалификации (2012), 16 место (2018, участие в 2 этапах по WC) ЛЧЕ — 11 место (2006), 2 место (2007, 2009), 4 место (2008), 1 место (2018) Санок Кап — 2 место (2014) (Санок) |  |